# Nationaal park Alpet e Shqipërisë
Nationaal park Alpet e Shqipërisë is een nationaal park in Albanië. Het 828,44  km2 nationaal park in de Albanese Alpen werd opgericht op 26 januari 2022 als samenvoeging van Nationaal park Theth en Nationaal park Valbonëdal. 